# Клотц, Ульрике
Ульрике Клотц (нем. Ulrike Klotz; род. 15 ноября 1970, Котбус, ГДР) — восточногерманская гимнастка, бронзовая медалистка Олимпийских игр в командном первенстве (1988). В 1985 году завоевала две бронзовые медали на Чемпионате мира: в командных соревнованиях в составе сборной ГДР и в вольных упражнениях (позади Оксаны Омельянчик и Елены Шушуновой). До сих пор остаётся единственной немецкой гимнасткой, когда-либо завоевавшей медаль в вольных упражнениях на Чемпионате мира. Через два года на Чемпионате мира 1987 снова стала бронзовой медалисткой в командном первенстве, в этот раз также была пятой на бревне и восьмой в абсолютном первенстве. После Олимпийских игр 1988 года была награждена орденом  «За заслуги перед Отечеством» 3-й степени.